# Imposters
Imposters (Impostores en español) es una serie televisiva de comedia oscura. Estrenada el 7 de febrero de 2017 en la red de cable Bravo.

## Sinopsis
Maddie (interpretada por Inbar Lavi) es una estafadora que, con la ayuda de su dos socios Sally (Katherine LaNasa) y Max (Brian Benben), enamora a hombres y mujeres con su encanto y hermosura, para luego desaparecer y dejarlos en la ruina. Tres de sus anteriores víctimas (Ezra, Richard y Jules) deciden seguirla.

## Reparto

### Principal
- Inbar Lavi como Maddie / Saffron / Alice / Ava / CeCe.[2]
- Rob Heaps como Ezra.[3]
- Parker Young como Richard.[4]
- Marianne Rendón como Jules.
- Stephen Bishop como Patrick.
- Brian Benben como Max.[5]

### Recurrentes
- Katherine LaNasa como Sally.
- Uma Thurman como Lenny Cohen.[6]
- Rachel Skarsten como Poppy Langmore.